# Teatro romano de Tarraco
El teatro romano de Tarraco es un edificio romano ubicado en los alrededores del complejo del foro de la colonia, en la ciudad de Tarraco, capital de la provincia Hispania Citerior Tarraconensis, actual Tarragona (Cataluña, España). Es una de las localizaciones del lugar Patrimonio de la Humanidad de la Unesco denominado «Conjunto arqueológico de Tarraco», en concreto el que lleva como código de identificación 875-006.

## Historia
El teatro fue construido en época de Augusto a finales del siglo I a. C., como resultado de la monumentalización del foro de la colonia, y era uno de los edificios más emblemáticos de Tarraco.
El edificio se utilizó hasta finales del siglo II, momento en que dejó de funcionar como teatro y fue destinado a otros usos. En el siglo III, después de un incendio en el recinto, en la zona monumental anexa al teatro se hicieron nuevos edificios usando los materiales del teatro.

## Características arquitectónicas y usos
El teatro se encuentra en condiciones de abandono sin museización, pese a que fuese declarado patrimonio de la Humanidad. Recientemente se ha habilitado un mirador en la calle Sant Magí y se está trabajando en la rehabilitación del espacio del teatro así como de las construcciones de su alrededor.
Para su construcción se aprovechó la pendiente natural del terreno, como en el caso del Anfiteatro de la misma ciudad, para recortar una parte del graderío. Para el resto se utilizó un sistema de criptopórticos anulares. 
La scaena era el lugar destinado a las representaciones teatrales, y se componía de una plataforma elevada sobre un pódium decorado con exedra. En la parte posterior de la escena se diseñó una plaza con jardines para el acceso de los espectadores al Teatro, y en su centro existía un gran estanque con estatuas sobre pedestales en su interior.
El escenario (proscaenium) estaba cerrado por una fachada monumental decorada (Scaenae frons). Los espectadores se distribuían en el graderío por orden censatario y social.

## Conservación y hallazgos
Actualmente, se conservan únicamente las cinco primeras filas del graderío alrededor de la orchestra y dos de las tres escaleras radiales que articulaban el graderío. También se conserva la base del pulpitum y de la scaenae frons, pudiéndose ver aún los huecos donde iban colocados los soportes del telón.
En las distintas pruebas realizadas en el teatro y su entorno se han hallado importantes restos arqueológicos, como capiteles, frisos, columnas, esculturas etc.